# Hrvatski nogometni kup 2009./10.
Hrvatski nogometni kup 2009./10. bio je devetnaesti Hrvatski nogometni kup. Naslov je branio Dinamo Zagreb, a kup je osvojio Hajduk Split.

## Pretkolo, 25. – 26. kolovoza
| Br. | Domaći sastav    | Rezultat    | Gostujući sastav     |
| --- | ---------------- | ----------- | -------------------- |
| 1   | Grafičar Vodovod | 0:6         | Karlovac             |
| 2   | MV Croatia       | 5:1         | Bistra               |
| 3   | Krka             | 0:1         | Plitvica             |
| 4   | Orijent          | 2:1         | Podravina            |
| 5   | Mladost Ždralovi | 0:5         | Slavonac CO          |
| 6   | Vuteks Sloga     | 2:4         | Rudar Labin          |
| 7   | Gaj              | 2:5         | Croatia Sesvete      |
| 8   | Koprivnica       | 0:0 (2:4 p) | Nehaj                |
| 9   | Međimurje        | 2:0         | Hrvatski dragovoljac |
| 10  | Rovinj           | 0:1         | Moslavina            |
| 11  | Velebit Benkovac | 3:2         | Olimpija Osijek      |
| 12  | Graničar         | 2:0         | Podravac             |
| 13  | Mladost Prelog   | 2:4         | Lipik                |
| 14  | Bjelovar         | 0:1         | RNK Split            |
| 15  | Konavljanin      | 3:1         | Dugo Selo            |
| 16  | Suhopolje        | 7:0         | BSK (Budaševo)       |

## Šesnaestina završnice, 22. – 23. rujna
| Br. | Domaći sastav   | Rezultat          | Gostujući sastav |
| --- | --------------- | ----------------- | ---------------- |
| 1   | Plitvica        | 0:4               | Dinamo Zagreb    |
| 2   | MV Croatia      | 0:2               | Rijeka           |
| 3   | Lipik           | 3:5               | Hajduk Split     |
| 4   | Velebit         | 0:2               | Varteks          |
| 5   | RNK Split       | 0:2               | Slaven Belupo    |
| 6   | Orijent         | 1:2               | NK Zagreb        |
| 7   | Rudar Labin     | 5:2               | Cibalia          |
| 8   | Graničar        | 1:3               | Osijek           |
| 9   | Suhopolje       | 2:2 (pr), (8:9 p) | Inter Zaprešić   |
| 10  | Slavonac CO     | 1:5               | Pomorac          |
| 11  | Nehaj           | 0:1 (pr)          | Segesta          |
| 12  | Croatia Sesvete | 0:1               | Istra 1961       |
| 13  | Karlovac        | 3:0               | HAŠK             |
| 14  | Moslavina       | 2:0               | Konavljanin      |
| 15  | Belišće         | 0:3               | Šibenik          |
| 16  | Vinogradar      | 4:1 (pr)          | Međimurje        |

## Osmina završnice, 27. – 28. listopada
| Br. | Domaći sastav | Rezultat | Gostujući sastav |
| --- | ------------- | -------- | ---------------- |
| 1   | Dinamo Zagreb | 4:1      | Vinogradar       |
| 2   | Šibenik       | 4:0      | Rijeka           |
| 3   | Hajduk Split  | 5:1      | Moslavina        |
| 4   | Varteks       | 2:1      | Karlovac         |
| 5   | Istra 1961    | 0:1      | Slaven Belupo    |
| 6   | NK Zagreb     | 3:1      | Segesta          |
| 7   | Pomorac       | 9:0      | Rudar Labin      |
| 8   | Osijek        | 1:0 (pr) | Inter Zaprešić   |

* Iako je Dinamo određen kao domaćin, utakmica je odigrana na Vinogradarevom igralištu u Mladini kraj Jastrebarskog.

## Četvrtzavršnica, 25. studenog (9. prosinca)
| Prva momčad   | Rez. | Druga momčad  | 1. ut. | 2. ut. |
| ------------- | ---- | ------------- | ------ | ------ |
| NK Zagreb     | 1:4  | Hajduk Split  | 0:0    | 1:4    |
| Slaven Belupo | 1:6  | Varteks       | 1:4    | 0:2    |
| Osijek        | 1:5  | Šibenik       | 1:1    | 0:4    |
| Pomorac       | 2:5  | Dinamo Zagreb | 0:2    | 2:3    |

## Poluzavršnica

### Prve utakmice
| 24. ožujka 2010. 16:00 CET |           |         |                                                                          |
| Šibenik                    | 0:0       | Varteks | Šubićevac, Šibenik Broj gledatelja: 3000 Sudac: Igor Pristovnik (Zagreb) |
|                            | Izvještaj |         | Šubićevac, Šibenik Broj gledatelja: 3000 Sudac: Igor Pristovnik (Zagreb) |

| 24. ožujka 2010. 17:30 CET |           |               |                                                                         |
| Dinamo Zagreb              | 0:0       | Hajduk Split  | Maksimir, Zagreb Broj gledatelja: 13 000 Sudac: Igor Križarić (Čakovec) |
|                            | Izvještaj | J. Buljat 80' | Maksimir, Zagreb Broj gledatelja: 13 000 Sudac: Igor Križarić (Čakovec) |

### Druge utakmice
| 7. travnja 2010. 16:00 CET |           |                                |                                                                                 |
| Varteks                    | 0:2       | Šibenik                        | Stadion Varteks, Varaždin Broj gledatelja: 3000 Sudac: Igor Pristovnik (Zagreb) |
|                            | Izvještaj | Vidić 32' Zec 75' Fuštar 90+7' | Stadion Varteks, Varaždin Broj gledatelja: 3000 Sudac: Igor Pristovnik (Zagreb) |

Šibenik je pobijedio s ukupnih 2:0.
| 7. travnja 2010. 17:30 CET |           |               |                                                                     |
| Hajduk Split               | 1:0       | Dinamo Zagreb | Poljud, Split Broj gledatelja: 30 000 Sudac: Andrej Burilo (Osijek) |
| Ibričić 51'                | Izvještaj |               | Poljud, Split Broj gledatelja: 30 000 Sudac: Andrej Burilo (Osijek) |

Hajduk Split je pobijedio s ukupno 1:0.

## Završnica

### Prva utakmica
| 21. travnja 2010. 17:30 CET |           |                |                                                                          |
| Hajduk Split                | 2:1       | Šibenik        | Poljud, Split Broj gledatelja: 15 000 Sudac: Draženko Kovačić (Križevci) |
| Tičinović 62' Ibričić 88'   | Izvještaj | Zec 65' (pen.) | Poljud, Split Broj gledatelja: 15 000 Sudac: Draženko Kovačić (Križevci) |

### Druga utakmica
| 5. svibnja 2010 17:30 CET |           |                                  |                                                                         |
| Šibenik                   | 0:2       | Hajduk Split                     | Šubićevac, Šibenik Broj gledatelja: 5500 Sudac: Domagoj Vučkov (Rijeka) |
|                           | Izvještaj | Vukušić 16' Ibričić 90+3' (pen.) | Šubićevac, Šibenik Broj gledatelja: 5500 Sudac: Domagoj Vučkov (Rijeka) |

Hajduk Split je pobijedio s ukupnih 4:1.

## Poveznice
- T-Com 1. HNL 2009./10.
- 2. HNL 2009./10.
- 3. HNL 2009./10.
- 4. HNL 2009./10.
- 5. rang HNL-a 2009./10.
- 6. rang HNL-a 2009./10.
- 7. rang HNL-a 2009./10.